# Маршфилд (Мисури)
Маршфилд (енгл. Marshfield) град је у америчкој савезној држави Мисури.

## Демографија
По попису из 2010. године број становника је 6.633, што је 913 (16,0%) становника више него 2000. године.
| Група             | 2000.         | 2010.         |
| Белци             | 5.507 (96,3%) | 6.335 (95,5%) |
| Афроамериканци    | 11 (0,2%)     | 26 (0,4%)     |
| Азијати           | 17 (0,3%)     | 10 (0,2%)     |
| Хиспаноамериканци | 100 (1,7%)    | 114 (1,7%)    |
| Укупно            | 5.720         | 6.633         |